# الرصاصة ذات الغلاف المعدني الكامل
الرصاصة ذات الغلاف المعدني الكامل وتعرف اختصاراً ( FMJ ) هي مقذوفات الأسلحة الصغيرة تتكون من قلب لين (غالبًا من الرصاص ) مُغلَّف بغلاف خارجي ("غلاف") من معدن أكثر صلابة، مثل معدن التذهيب أو النيكل النحاسي أو سبيكة فولاذية. يسمح غلاف الرصاصة عادةً بسرعات فوهة أعلى من الرصاص العادي دون ترسب وألتصاق كميات كبيرة من المعدن في تجويفها. ويمنع تلف السبطانة.

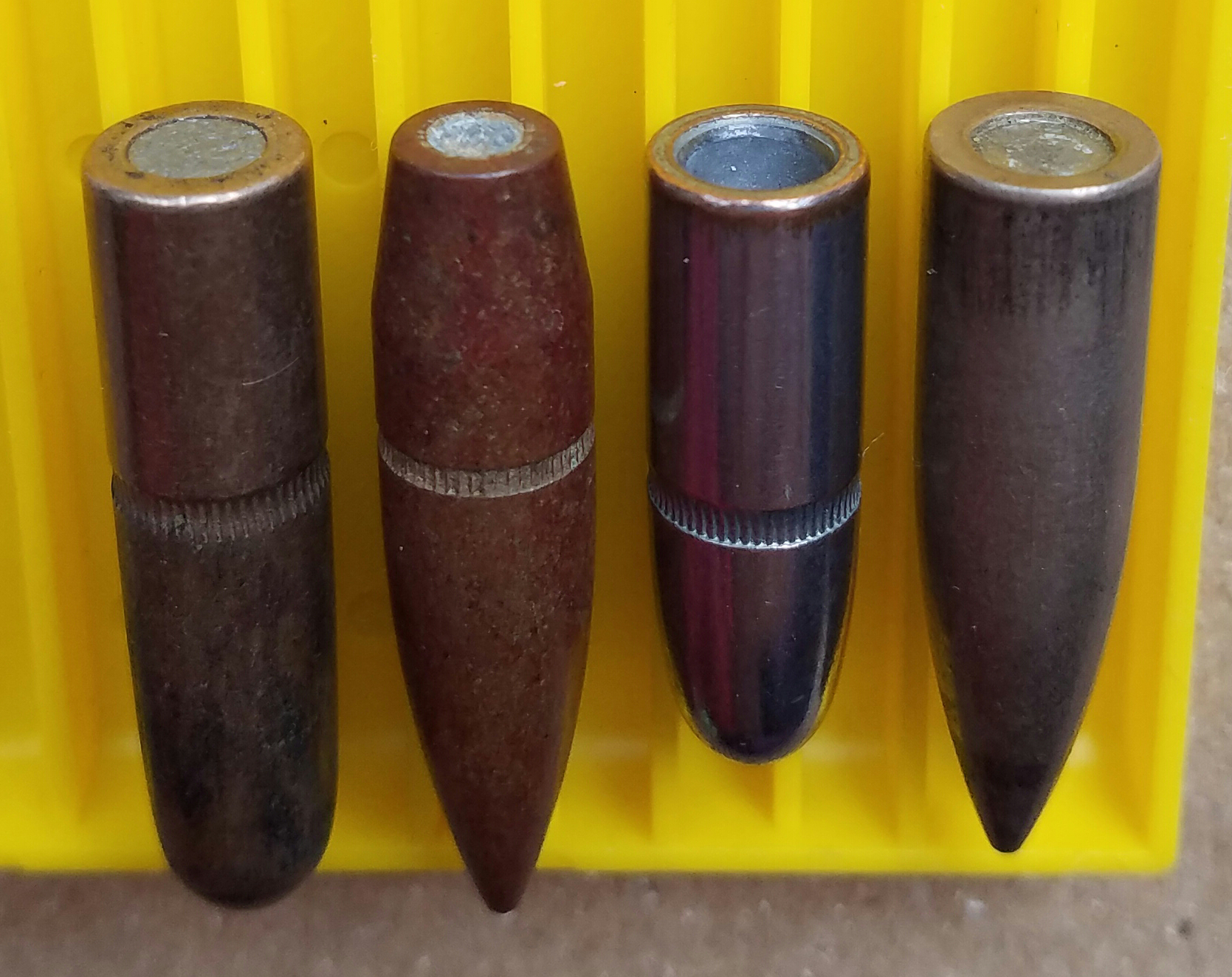
رصاصات متنوعة بغلاف معدني كامل

على الرغم من الاعتقاد السائد بأن الرصاصة ذات الغلاف المعدني الكامل اخترعت حوالي عام 1882 من قبل العقيد السويسري إدوارد روبين أثناء عمله في مصنع الذخيرة الفيدرالي السويسري ومركز الأبحاث، لكن في الواقع كان معروفًا أن المخترع الفعلي كان الرائد البروسي (لاحقًا المقدم) يوليوس إميل بود(1835-1885) الذي توصل إلى الفكرة إما في عام 1875 أو 1876.
نشأ استخدام الغلاف المعدني الكامل في الذخيرة العسكرية جزئيًا بسبب الحاجة إلى تحسين خصائص التغذية في الأسلحة الصغيرة التي تعتمد على المعالجة الميكانيكية الداخلية للخرطوشة لتعبئة الطلقات، مقارنةً بالأسلحة النارية أحادية الطلقات التي تُعاد تعبئتها يدويًا من الخارج. كان المعدن الأكثر صلابة المستخدم في أغلفة الرصاص أقل عرضة للتشوه من الرصاص المكشوف الأكثر ليونة، مما حسّن التغذية. كما سمح ذلك للرصاصات بتحمل سرعات أعلى بكثير ناتجة عن انخفاض عيارها.
بالإضافة إلى المزايا العديدة التي توفرها طلقات الرصاص المعدني المغلف، يحظر الإعلان الثالث لاتفاقية لاهاي لعام ١٨٩٩ استخدام الرصاص الذي يتمدد أو يتسطح بسهولة في الحرب الدولية. تتمدد الرصاصات الرصاصية غير المغلفة بسهولة عند الاصطدام، مما يُلزم القانون الدولي باستخدام الرصاص المعدني المغلف.

## خصائص التأثير
بحكم تصميمها تتمتع المقذوفات المغلفة بالكامل بقدرة أقل على التمدد بعد ملامسة الهدف مقارنةً بالمقذوفات ذات الرأس المجوف أو ذات الرأس الطري. وبينما يُعد هذا ميزةً عند إصابة الأهداف خلف غطاء، إلا أنه قد يُمثل عيبًا أيضًا، إذ قد تخترق رصاصة المغلف بالكامل الهدف تمامًا، مما يُسبب إصابات أقل خطورة، وقد لا تُعطله. علاوةً على ذلك، قد تُسبب المقذوفات التي تخترق الهدف بالكامل أضرارًا غير مقصودة خلفه.